# 1 Brygada AL im. Ziemi Lubelskiej
1 Brygada Armii Ludowej im. Ziemi Lubelskiej – związek partyzancki Armii Ludowej sformowany na południu Lubelszczyzny w 1944 r. prowadzący głównie działania dywersyjne skierowane przeciw armii niemieckiej, polegające na niszczeniu transportów i linii komunikacyjnych.

## Historia i działania bojowe
Została zorganizowana rozkazem dowódcy II Obwodu Armii Ludowej – ppłk Mieczysława Moczara „Mietka” z dnia 20 lutego 1944 roku z oddziałów, które włączono do Armii Ludowej a znajdowały się na południu Lubelszczyzny. Początkowo składała się z trzech batalionów, lecz ciągle zwiększała swoją liczebność. Na początku czerwca 1944 roku liczyła już ok. 750. W czerwcu została przeorganizowana i od tego momentu do czasu wyzwolenia Lubelszczyzny składa się z 9 kompanii oraz oddziałów specjalnych brygady. 
Brygada działała na tyłach oddziałów niemieckich walczących na froncie wschodnim i zajmowała się głównie niszczeniem linii kolejowych, szos i mostów.
Na początku maja od brygady odłączył się III Batalion por. Edwarda Gronczewskiego „Przepiórki”, który poszedł na odsiecz północnolubelskiemu zgrupowaniu AL (dowiedziawszy się o wyjściu zgrupowania z okrążenia pod Rąblowem „Przepiórka” zdecydował się wrócić na południe). Pod koniec maja 1944 brygada przeszła reorganizacje (trzy bataliony zastąpione zostały 9 kompaniami oraz kilkoma podporządkowanymi jej oddziałami w lipcu oddelegowanymi do 3 Północnolubelskiej Brygady AL) W dniach 10–23 czerwca 1944 roku 4 kompanie z 1 Brygady AL im. Ziemi Lubelskiej wzięło udział w bitwie partyzanckiej w lasach janowskich i Puszczy Solskiej.
W lipcu 1944 roku poszczególne poddziały brygady współdziałały z oddziałami Armii Czerwonej wkraczającymi na teren Lubelszczyzny. 
Po wyzwoleniu Lubelszczyzny w dniu 27 lipca 1944 roku 1 Brygada AL im. Ziemi Lubelskiej została rozwiązana, a jej członkowie w większości wstąpili do Milicji Obywatelskiej oraz część do Wojska Polskiego.

## Obsada personalna

### W okresie luty – połowa maja 1944 roku
Dowódca:
- kpt. Władysław Skrzypek „Grzybowski” – zginął 11 kwietnia 1944 roku w Potoku-Stany
- por. Feliks Kozyra „Błyskawica” – poległ 14 kwietnia 1944 roku w Trzydniku Dużym w czasie walki z oddziałem Narodowych Sił Zbrojnych „Cichego”
- kpt. Andrzej Flis „Maksym” - ranny w czasie bombardowania zgrupowania partyzanckiego w dniu 12 maja 1944 roku w Momotach

Oficer oświatowy:
- ppor. Wacław Rózga „Stefan”

Szef sztabu:
- kpt. Andrzej Flis „Maksym” (do połowy kwietnia 1944 roku)
- Michał Iskra „Łoś” (do końca maja 1944 roku – później organizator przepraw przez Wisłę w rejonie Świeciechowa)

1 batalion:
- Dowódca:
  - por. Ignacy Borkowski „Wicek”

2 batalion:
- Dowódca:
  - por. Aleksander Szymański „Bogdan”

3 batalion:
- Dowódca:
  - ppor. Edward Gronczewski „Przepiórka”
- Zastępca dowódcy:
  - ppor. Mieczysław Olszewski „Mietas”
- Oficer oświatowy:
  - Leon Mitkiewicz „Leon”– poległ 22 kwietnia 1944 roku w Marynopolu w walce z oddziałem Narodowych Sił Zbrojnych

### W okresie maj do 27 lipca 1944 roku
Dowódca:
- kpt. Ignacy Borkowski „Wicek”

Oficer oświatowy:
- ppor. Wacław Rózga „Stefan”

Kompania Sztabowa:
- Dowódca:
  - por. Aleksander Szymański „Bogdan” – poległ 22 czerwca 1944 roku w rejonie Górecka Kościelnego
  - sierż. Ludwik Bujanowicz „Gajowy”
- Dowódcy plutonów:
  - sierż. Ludwik Bujanowicz „Gajowy” (równocześnie dowódca kompanii) - pluton 1
  - sierż. Jan Owczarz „Marynarz” (od końca czerwca 1944 roku dowódca samodzielnego oddziału) - pluton 2
  - sierż. Władysław Bownik „Kret” - pluton 3

1 kompania:
- Dowódca:
  - por. Ludwik Paszkowski „Lutek”
- Zastępca dowódcy – oficer oświatowt:
  - por. Mieczysław Wiśniewski – poległ w maju 1944 roku pod Flisami
  - ppor. Jan Juniewicz „Janek”

2 kompania (rozwiązana pod koniec czerwca 1944 roku):
- Dowódca:
  - ppor. Jan Fijoł „Ryś II” – zaginął 16 czerwca 1944 roku
  - kpr. Franciszek Ziemba „Januszek” – poległ 22 czerwca 1944 roku w Puszczy Solskiej

W wyniku strat jakie kompania poniosła w czasie walk w lasach janowskich dowództwo brygady postanowiło sformować ją na nowo wykorzystując nadwyżkę partyzantów w 1 kompanii. Z powodów politycznych postanowiono jednak zarzucić ten plan na rzecz odbudowy 3 kompanii „Straży Chłopskiej” na skutek czego 2 kompania została rozwiązana.
3 kompania „Straży Chłopskiej”:
- Dowódca:
  - por./kpt. Julian Kaczmarczyk „Lipa” – poległ 11 czerwca 1944 roku w pobliżu wsi Graba (obecnie część wsi Mostki,   gm. Jarocin, pow. Nisko), Lasy Janowskie.
  - ppor. Franciszek Bielak „Dobry” (od lipca)
- Zastępca dowódcy:
  - ppor. Władysław Rękas „Sęp” – poległ 11 czerwca 1944 roku w rejonie Jarocina
  - sierż. Stanisław Supruniuk (od lipca)

4 kompania: (w końcu czerwca 1944 roku kompania została przekształcona w dwa samodzielne oddziały „Małego Ryśka” i „Zająca”)
- Dowódca:
  - por. Zbigniew Pietrzyk „Zbyszek” – od końca czerwca 1944 roku w sztabie brygady)
- Zastępcy dowódcy:
  - ppor. Ryszard Płowaś „Mały Rysiek”
  - sierż. Czesław Olszewski „Zając”

5 kompania:
- Dowódca: 
  - por. Edward Gronczewski „Przepiórka”
- Zastępcy dowódcy:
  - ppor. Mieczysław Olszewski „Mietas”
  - ppor. Kazimierz Zabor „Tygrys”
- Dowódcy plutonów:
  - sierż. Adam Skóra „Adaś” - 1 pluton
  - sierż. Edward Strzelecki „Pająk” - 2 pluton
  - sierż. Aleksander Szmecht - 3 pluton

6 kompania:
- Dowódca:
  - por. Bolesław Kowalski „Cień”

Latem 1944 brygada liczyła około 1000 partyzantów.